# 사랑의 노예
사랑의 노예는 1982년 공개된 대한민국의 영화이다.

## 배역
- 이영하
- 원미경
- 박민희
- 진봉진